# 京極好正
京極 好正（きょうごく よしまさ、1935年5月1日 - 2003年2月27日）は、日本の生物物理学者。大阪大学名誉教授。元日本生物物理学会会長。紫綬褒章受章。

## 人物・経歴
1958年東京大学理学部化学科卒業。1963年東京大学大学院化学系研究科博士課程修了、理学博士、東京大学薬学部助手。1965年マサチューセッツ工科大学博士研究員。1969年東京大学薬学部助教授。1973年大阪大学蛋白質研究所教授。1986年日本生物物理学会会長。1997年大阪大学蛋白質研究所所長。蛋白質の構造研究を行い、大阪科学賞、日本化学会賞を受賞した。1998年紫綬褒章受章。1999年福井工業大学工学部教授。2003年正四位。2003年2月27日、肺炎のため死去。